# Fred Dewhurst
Fred Dewhurst (Preston, 16 dicembre 1863 – Preston, 21 aprile 1895) è stato un calciatore inglese, di ruolo attaccante.
È noto soprattutto per essere il primo giocatore ad aver segnato nel campionato inglese di calcio, l'8 settembre 1888, nella vittoria della sua squadra per 5-2 contro il Burnley. Il primo gol in assoluto risaliva a pochi minuti prima e si trattava di un'autorete di Gershom Cox dell'Aston Villa. Altre più recenti ricerche hanno però rivelato che il record potrebbe appartenere a Kenyon Davenport del Bolton.

## Carriera
Cresciuto nelle giovanili del Preston North End, giocò con tale squadra fino al 1891, contribuendo alla vittoria dei primi due campionati inglesi della storia (1888, 1889) e di una FA Cup (1889). Giocò inoltre per tre anni con il Corinthian come ospite.

## Palmarès

### Club

#### Competizioni nazionali
- Campionato inglese: 2

Preston North End: 1888-1889, 1889-1890
- Coppa d'Inghilterra: 1

Preston North End: 1888-1889